# Two Guys
Two Guys is een voormalige discountketen die in 1946 werd opgericht door de broers Herbert en Sidney Hubschman in Harrison, New Jersey. Oorspronkelijk verkochten ze grote apparaten, zoals televisies. In 1959 nam de keten de fabrikant van het apparaatmerk Vornado over en breidde zich uit buiten de agglomeratie New York met meer dan 100 vestigingen in het noorden van de staat New York, het oosten van Pennsylvania, New Jersey, Connecticut, Massachusetts, Maryland, Virginia en zelfs Californië. Het financiële succes van het bedrijf begon eind jaren 1970 af te nemen en in 1982 ging het bedrijf ter ziele.

## Geschiedenis
In 1946 exploiteerden de broers Hubschman een snackbar in de fabriek van Radio Corporation of America (RCA) in Harrison, New Jersey, een van de eerste Amerikaanse fabrikanten van televisietoestellen. Ze raakten bevriend met een van hun klanten, een leidinggevende van RCA, die Herbert uitnodigde voor een rondleiding door de fabriek. Tijdens de rondleiding zag Hubschman een partij televisietoestellen met krassen op de kast die door de detailhandel waren teruggestuurd omdat ze niet meer verkocht konden worden. De Hubschmans bedachten een plan om deze toestellen voor een lage prijs op te kopen en ze op een braakliggend terrein te verkopen voor een meerprijs van $ 5 per toestel. Ze zorgden zelf voor publiciteit door middel van flyers op de voorruit van hun auto's. De verkoop was zo succesvol dat de partij waarvan ze dachten dat het een maand zou duren om te verkopen, binnen een paar uur was uitverkocht. Ze zetten de samenwerking met RCA voort en waren al snel klaar om hun eigen winkel te openen en advertenties in de krant te gebruiken. Tegen die tijd hadden ze hun concurrenten horen zeuren: "We kunnen niet concurreren met die twee klootzakken van Harrison!" De Hubschmans wilden die naam gebruiken als winkelnaam om de concurrentie te plagen, maar geen enkele krant wilde die naam afdrukken, dus kozen ze voor Two Guys from Harrison.
In 1959 nam het bedrijf O.A. Sutton Corporation over, fabrikant van de Vornado-lijn van elektrische ventilatoren, airconditioners en luchtontvochtigers. Het gefuseerde bedrijf werd omgedoopt tot Vornado, Inc. Op 31 januari 1962 werd het bedrijf op de New York Stock Exchange genoteerd onder het symbool VNO. Op het hoogtepunt waren er meer dan 100 Two Guys-vestigingen in het hele land, waaronder in Upstate New York, Connecticut, New Jersey, Massachusetts, Pennsylvania, Californië, Maryland en Virginia.
Eind jaren 1960 besloot Vornado dat het zich verder wilde diversifiëren door op zoek te gaan naar een retailfusiepartner buiten de Mid-Atlantische regio van Two Guys. In 1967 dachten de leidinggevenden van het bedrijf dat ze hun perfecte match hadden gevonden aan de westkust, toen ze een gediversifieerde retailgigant in Zuid-Californië vonden die bijna net zo groot was als Vornado en die Food Giant Markets, Inc. heette. Food Giant bezat 70 supermarkten die onder de naam Food Giant handelden, 14 Unimart-discountwinkels, 14 doe-het-zelf-bouwmarkten van Builders Emporium en zes drankwinkels. Het bedrijf exploiteerde ook Meyenberg Milk Products, dat 200 Fosters Freeze-franchisevestigingen bediende, en Golden Creme Farms, dat een melkfabriek, bakkerij en ijsdistributiebedrijf exploiteerde. Ten tijde van de fusie had Vornado 33 Two Guys-winkels in New York en vijf aangrenzende staten.
De fusie mislukte al snel en de prestaties van de meeste voormalige onderdelen van Food Giant daalden dramatisch. Vornado gaf de voormalige managers de schuld, terwijl alle anderen Vornado ervan beschuldigden omdat het een oostkustmanier van handelen wilde opleggen die niet geschikt was voor een westkustcliënteel.
Toen Vornado's commerciële fortuin halverwege de jaren 1970 achteruitging, begonnen ze hun Two Guys-winkels aan verschillende bedrijven te verkopen. Eind 1980 werd Vornado overgenomen door vastgoedinvesteerder Steven Roth via zijn bedrijf, Interstate Properties, Inc., nadat hij had opgemerkt dat het land waarop de winkels stonden veel meer waard was dan de winkels zelf als doorlopend bedrijf. Interstate begon het proces van liquidatie van zijn Two Guys-vestigingen door de winkels te sluiten, die een verlies van $ 20 miljoen hadden geleden in de eerste helft van 1981, en verhuurde de panden vervolgens aan andere retailers. Nadat alle winkels waren verkocht, werd Vornado omgedoopt tot Vornado Realty Trust. Het bedrijf was een vastgoedbeheerder die zich bezighield met waardevolle commerciële winkelruimte.

## Winkelactiviteiten
Veel locaties bestonden oorspronkelijk uit een discountwinkel met supermarkt, plus een complete afdeling voor ijzerwaren, grote apparaten en auto-onderhoud. De Two Guys-supermarkten waren volwaardige 'winkels in een winkel'. Ze concurreerden rechtstreeks met grote supermarktketens in de regio in die tijd, zoals Acme, Food Fair, Penn Fruit, Grand Union, A&P, Pathmark en ShopRite. Koopzegels zoals Plaid en S&amp;H Green Stamps waren tot begin jaren 1980 populaire supermarktpromoties en Two Guys-supermarkten hadden hun eigen huismerkkoopzegels. Volle boekjes met Two Guys-stempels konden worden ingeleverd voor tegoedbonnen voor goederen, die konden worden gebruikt op de non-foodafdeling van Two Guys. De supermarkten gebruikten de slogans "Two Guys, The Super Supermarket" en "We're Putting Money Back in Your Pocket, Naturally", terwijl de hoofdvestiging de slogan "We Save Money For You, Naturally" gebruikte. Verschillende vestigingen, waaronder Bordentown, East Brunswick, East Hanover, Union en Totowa, New Jersey, hadden een eigen slijterij en bar, genaamd The Chicken Barn. Een spelhal met een bowl-o-rama-spel waarbij echte bowlingkegels werden gebruikt, was aanwezig in de vestiging in Dover, New Jersey. 
Een van de ongebruikelijkste vestigingen van de keten was het filiaal in het centrum van Newark, New Jersey. Deze locatie was oorspronkelijk het vlaggenschip van het warenhuis Kresge-Newark en voor een korte tijd van Chase-Newark. Two Guys exploiteerde vier verdiepingen van dit gebouw (later drie) en leek met deze winkel meer op een traditioneel warenhuis. Two Guys bleef de etalages, draaideuren en andere elementen van een traditioneel warenhuis in het stadscentrum onderhouden. Op deze locatie was ook een eetzaal aanwezig: The Rainbow Cafeteria. Deze winkel werd in 1967 geopend en bleef bestaan tot de keten failliet ging. 
Bernard Marcus, een van de oprichters van Home Depot, begon zijn carrière in de detailhandel toen hij de Hubschmans ervan overtuigde hem de cosmeticaafdeling van een Two Guys-winkel in Totowa, New Jersey, te laten runnen. Uiteindelijk kreeg hij de leiding over de afdeling sportartikelen en de afdeling witgoed. Hij verliet het bedrijf vóór de dood van Herbert Hubschman. Overigens opende Home Depot halverwege de jaren negentig een winkel op hetzelfde perceel als Two Guys (nadat Two Guys failliet ging, werd de winkel in Totowa opgedeeld en omgebouwd tot een winkelcentrum met Bradlees als hoofdvestiging. Bradlees verhuisde later naar een nieuw gebouwde winkel en het deel van het oude Two Guys-gebouw dat het had bezet, werd gesloopt om plaats te maken voor een nieuw gebouwde Home Depot). De vestiging op Passaic Avenue in Kearny, New Jersey, werd eerst een rommelmarkt, vervolgens een TSS Store en ten slotte een Pathmark-supermarkt nadat het oorspronkelijke Two Guys-gebouw werd gesloopt. 